# Morihiro Hosokawa
Morihiro Hosokawa (* 14. ledna 1938) je japonský politik, pocházející ze starého samurajského klanu. V letech 1993–1994 byl premiérem Japonska.

## Život
Jeho koaliční vláda byla první od roku 1955, kterou nekontrolovala Liberální demokratická strana. Z ní Hosokawa vystoupil roku 1992 s tím, že již nemůže dál snést korupci ve straně. Založil poté vlastní Japonskou novou stranu. Záhy na to, roku 1993 ztratila Liberální demokratická strana po osmatřiceti letech většinu v parlamentu a Hosokawa sestavil koaliční kabinet složený z osmi stran (Japonská nová strana, Japonská socialistická strana, Šinseito, Komeito, Demokratická socialistická strana, Socialistická demokratická federace, RENGO a Sakigake). Po dlouhých letech otevřel bolavou otázku japonských zločinů za druhé světové války. Tím také zlepšil vztahy se sousedními státy, s Čínou a Jižní Koreou. Jeho hlavního cíle v domácí politice – změnit japonský volební systém – se mu však nepodařilo dosáhnout. Rezignoval již po osmi měsících ve funkci, po obviněních, že v 80. letech zpronevěřil veřejné peníze. Na jeho místo nastoupil předseda strany Šinseito Cutomu Hata.